# Phagespoirs
PhagEspoirs est une association loi de 1901 visant à promouvoir d’une part la recherche et l’utilisation des bactériophages dans le domaine diagnostique et thérapeutique, et d’autre part visant à soutenir les patients désirant en savoir plus sur ces thérapies,,,,.
Le conseil d’administration est aidé d’un conseil scientifique afin de définir les thématiques prioritaires de l’association et assurer la synthèse des connaissances.

## Les actions de PhagEspoirs
L'association a pour objectifs principaux de :
1. favoriser le regroupement et la synthèse des connaissances scientifiques actuelles sur les bactériophages ;
2. favoriser les travaux de recherches clinique et fondamentale pour identifier des potentialités diagnostiques et thérapeutiques ;
3. mettre en réseau les acteurs nationaux et internationaux en offrant une plateforme de discussion et d’échange ;
4. réaliser du plaidoyer actif auprès des décideurs politiques et sanitaires ;
5. informer le public sur les bactériophages et leur intérêt ;
6. venir en soutien aux patients désirant des informations sur l’utilisation des bactériophages.

Le 25 janvier 2012, l'association PhagEspoirs, en collaboration avec l'association Le Lien (association d'information et d'aide aux victimes d'infections nosocomiales et d'accidents médicaux), ont organisé, au Théâtre de la Ville de Narbonne, un forum, à destination des acteurs médicaux, prenant pour thème : 
« Infections à Microbe Coriace : Tous Concernés ! »,.
Deux programmes de recherche sont également financés, en 2012, à l’Institut Pasteur en collaboration avec l’association PhagEspoirs. Les deux concernent les infections à Pseudomonas aeruginosa multirésistantes : chez les personnes atteintes de mucoviscidose, « MucoPhage », et dans les services de réanimation, « RéapyoPhage ».
L'association est dirigée par le Dr Jérôme Larché.